# Frigorífic

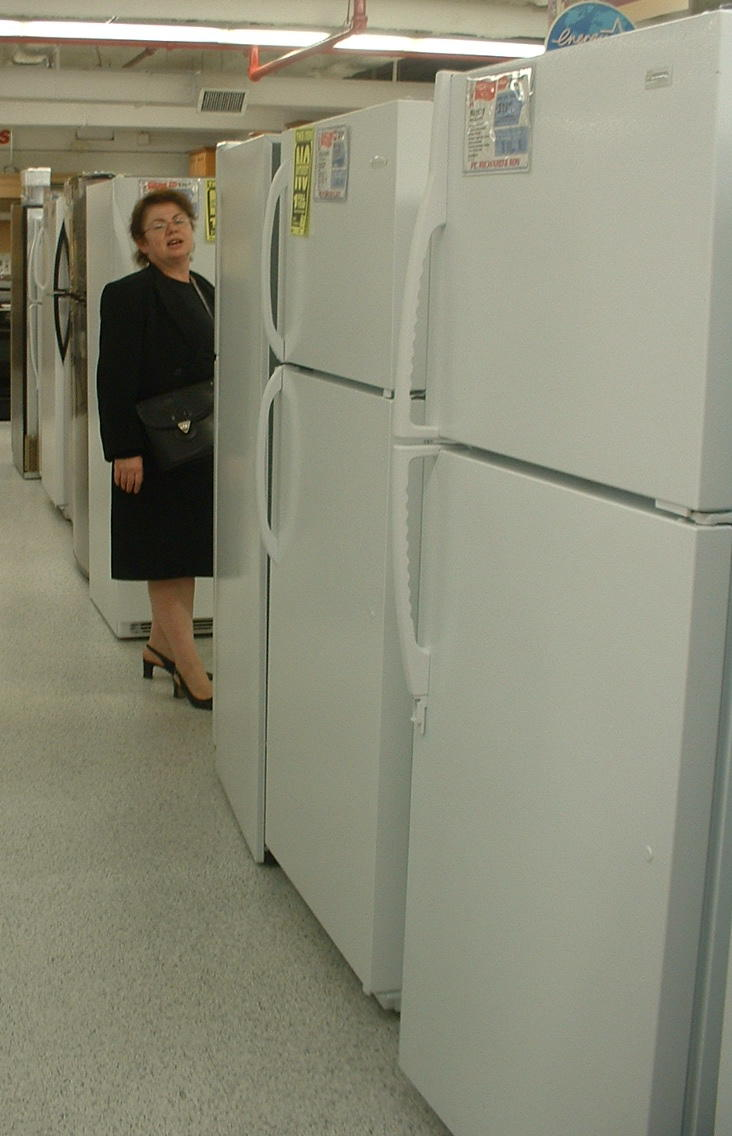
Conjunt de neveres

Una nevera, gelera o frigorífic i refrigerador és un electrodomèstic que serveix per conservar productes a una temperatura prop del punt de congelació, normalment cap a 4 °C.

## Història

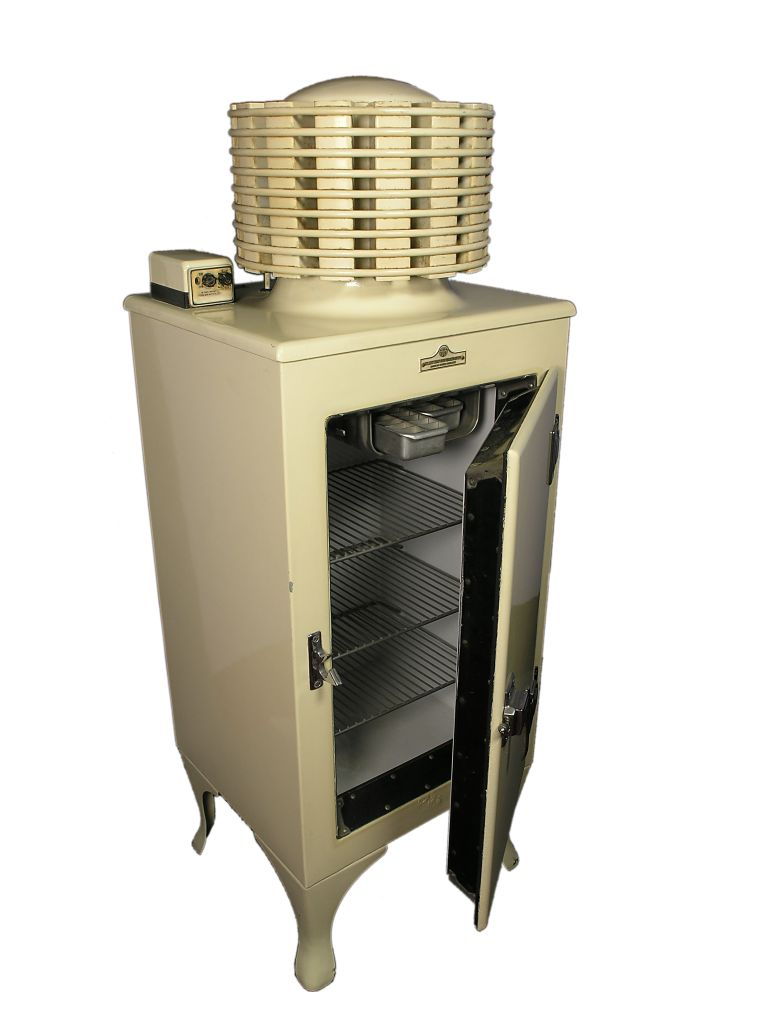
Una antiga nevera, amb un bescanviador de calor cilíndric a la part superior. Part de la col·lecció de Thinktank, Birmingham Science Museum.

L'ésser humà sempre ha cercat recursos per a conservar els aliments i ben aviat va descobrir que el fred n'era un bon conservador. La invenció del frigorífic fou una revolució en els sistemes de conservació. És el lloc habitual on es deixa el menjar fresc com la carn i les begudes per a poder-los guardar-los a una temperatura que els conservi més temps en estar consumible. També serveix com a pas intermediari per a descongelar el que hi hagi emmagatzemat al congelador.
Els primers frigorífics domèstics no funcionaven amb electricitat, s'hi havia de col·locar una barra de gel que es venia en establiments especialitzats i quan es fonia se n'havia de posar una altra i treure'n l'aigua.
L'inventor del frigorífic va ser Charles Tellier l'any 1876 i aquell mateix any es va poder transportar carn de Sud-amèrica a Europa.
El líquid utilitzat no ha estat sempre el mateix: d'antuvi s'empraven substàncies pudents i perilloses com l'amoníac, fins que l'any 1931 es va fer servir per primera vegada un líquid anomenat freó que aparentment no generava problemes. L'ús d'aquestes substàncies es va implantar de manera generalitzada fins que es va descobrir que produïa efectes nefastos en la capa d'ozó. El 1992 Greenpeace va promoure materials que no alteren la capa d'ozó.

## Funcionament

Exemple d'etiquetatge energètic de la UE per a una nevera.

El funcionament de frigorífic es basa en els fenòmens d'evaporació i condensació d'una substància. Un líquid anomenat refrigerant circula per un serpentí que hi ha a l'interior del frigorífic. Per a evaporar-se, el líquid absorbeix calor i aire dels aliments de l'interior del frigorífic. El vapor que s'ha format circula pels petits tubs fins a un compressor, que funciona mitjançant un motor elèctric, comprimeix el vapor, que es refreda i es liqua passant pel radiador que hi ha a l'exterior del frigorífic. És en aquest procés que ix a l'exterior la calor que havia adquirit aquest líquid, que torna a fer aquest procés.
Conforme avança la tècnica de fabricar refrigeradors cada vegada són menys consumidors d'energia; ajuden a això l'augment de la capacitat aïllant tèrmica dels materials de la caixa, així com l'ús de tècniques especials (com aprofitar l'aigua extreta en els refrigeradors sense gebre --no frost-- per refrigerar per evaporació el condensador posterior de l'aparell, millor que la simple ventilació).

## Tecnologies

Funcionament bàsic d'una nevera

### Nevera de compressor
El cicle de compressió de vapor s'utilitza a la majoria de refrigeradors, frigorífics-congeladors i congeladors domèstics. En aquest cicle, un refrigerant circulant com a R134a entra en un compressor com a vapor a baixa pressió a la temperatura de l'interior del refrigerador o lleugerament per sota. El vapor es comprimeix i surt del compressor com a vapor sobreescalfat a alta pressió. El vapor sobreescalfat viatja sota pressió a través de bobines o tubs que formen el condensador; les bobines o tubs es refreden passivament per exposició a l'aire de l'habitació. El condensador refreda el vapor, que es liqua. Quan el refrigerant surt del condensador, encara està sota pressió, però ara només està lleugerament per sobre de la temperatura ambient. Aquest refrigerant líquid es força a través d'un dispositiu de mesura o d'acceleració, també conegut com a vàlvula d'expansió (essencialment una constricció de la mida d'un forat al tub) a una àrea de pressió molt més baixa. La disminució sobtada de la pressió provoca una evaporació explosiva d'una part (normalment aproximadament la meitat) del líquid. La calor latent absorbida per aquesta evaporació flaix prové principalment del refrigerant encara líquid adjacent, un fenomen conegut com a "auto-refrigeració". Aquest refrigerant fred i parcialment vaporitzat continua per les bobines o tubs de la unitat de l'evaporador. Un ventilador bufa aire del compartiment ("aire de la caixa") a través d'aquestes bobines o tubs i el refrigerant es vaporitza completament, obtenint més calor latent de l'aire de la caixa. Aquest aire refredat es retorna al compartiment de la nevera o del congelador i, per tant, manté l'aire fred de la caixa. S'ha de tenir en compte que l'aire fresc de la nevera o del congelador encara és més calent que el refrigerant de l'evaporador. El refrigerant surt de l'evaporador, ara totalment vaporitzat i lleugerament escalfat, i torna a l'entrada del compressor per continuar el cicle.
Els refrigeradors domèstics moderns són extremadament fiables perquè el motor i el compressor estan integrats dins d'un recipient soldat, "unitat segellada", amb una probabilitat de fuites o contaminació molt reduïda. En comparació, els compressors de refrigeració acoblats externament, com els de l'aire condicionat d'automòbils, inevitablement filtren fluids i lubricants més enllà dels segells de l'eix. Això comporta un requisit de recàrrega periòdica i, si s'ignora, una possible fallada del compressor.

#### Dissenys de dos compartiments
Els frigorífics amb dos compartiments necessiten un disseny especial per controlar la refrigeració dels compartiments de la nevera o del congelador. Normalment, els compressors i les bobines del condensador es munten a la part superior de l'armari, amb un sol ventilador per refredar-los tots dos. Aquesta disposició té alguns inconvenients: cada compartiment no es pot controlar de manera independent i l'aire més humit de la nevera es barreja amb l'aire sec del congelador.
Diversos fabricants ofereixen models de compressor dual. Aquests models tenen compartiments de congelador i frigorífic separats que funcionen independentment els uns dels altres, de vegades muntats dins d'un únic armari. Cadascun té el seu propi compressor, condensador i bobines de l'evaporador, aïllament, termòstat i porta.
Un híbrid entre els dos dissenys utilitza un ventilador independent per a cada compartiment, l'enfocament Dual Fan. En fer-ho, permet un control i un flux d'aire separats en un únic sistema de compressor.

### Nevera d'absorció
Un refrigerador d'absorció funciona de manera diferent d'un refrigerador de compressor, utilitzant una font de calor, com ara la combustió de gas liquat del petroli, l'energia solar tèrmica o una element de calefacció elèctrica. Aquestes fonts de calor són molt més silencioses que el motor del compressor d'una nevera típica. Un ventilador o una bomba poden ser les úniques peces mòbils mecàniques; la dependència de la convecció es considera poc pràctic.
Altres usos d'un refrigerador d'absorció (o "refrigerador") inclouen grans sistemes utilitzats en edificis d'oficines o complexos com hospitals i universitats. Aquests grans sistemes s'utilitzen per refrigerar una solució de salmorra que es fa circular per l'edifici.

### Nevera efecte Peltier
L'efecte Peltier utilitza electricitat per bombar calor directament; les neveres que utilitzen aquest sistema de vegades s'utilitzen per acampar o en situacions en què el soroll no és acceptable. Poden ser totalment silenciosos (si no hi ha ventilador per a la circulació d'aire) però són menys eficients energèticament que altres mètodes.

### Nevera de temperatura ultra baixa
Un congelador de temperatura ultrabaixa (típicament −80 °C o −86 °C), tal com s'utilitza per emmagatzemar mostres biològiques, també utilitzen generalment dues etapes de refredament, però en cascada. L'etapa de temperatura més baixa utilitza metà, o un gas similar, com a refrigerant, amb el seu condensador mantingut al voltant de −40 °C per una segona etapa que utilitza un refrigerant més convencional. Les marques conegudes inclouen Forma i Revco (ambdues ara Thermo Scientific). Per a temperatures molt més baixes (al voltant de −196 °C), els laboratoris solen comprar nitrogen líquid, guardat en un termo, en el qual es suspenen les mostres. Els congeladors cofres criogènics poden arribar a temperatures de fins a −150 °C, i poden incloure una reserva de nitrogen líquid.

### Altres neveres
Les alternatives al cicle de compressió de vapor que no es troben a la producció en massa actual inclouen:
- Refredament acústic
- Cicle d'aire
- Refredament magnètic
- Motor Malone
- Nevera de tub de pols
- Cicle Stirling
- Refrigeració termoelèctrica
- Refredament termiònic
- Tub de Ranque-Hilsch
- Sistema del cicle de l'aigua.[4]

## Característiques

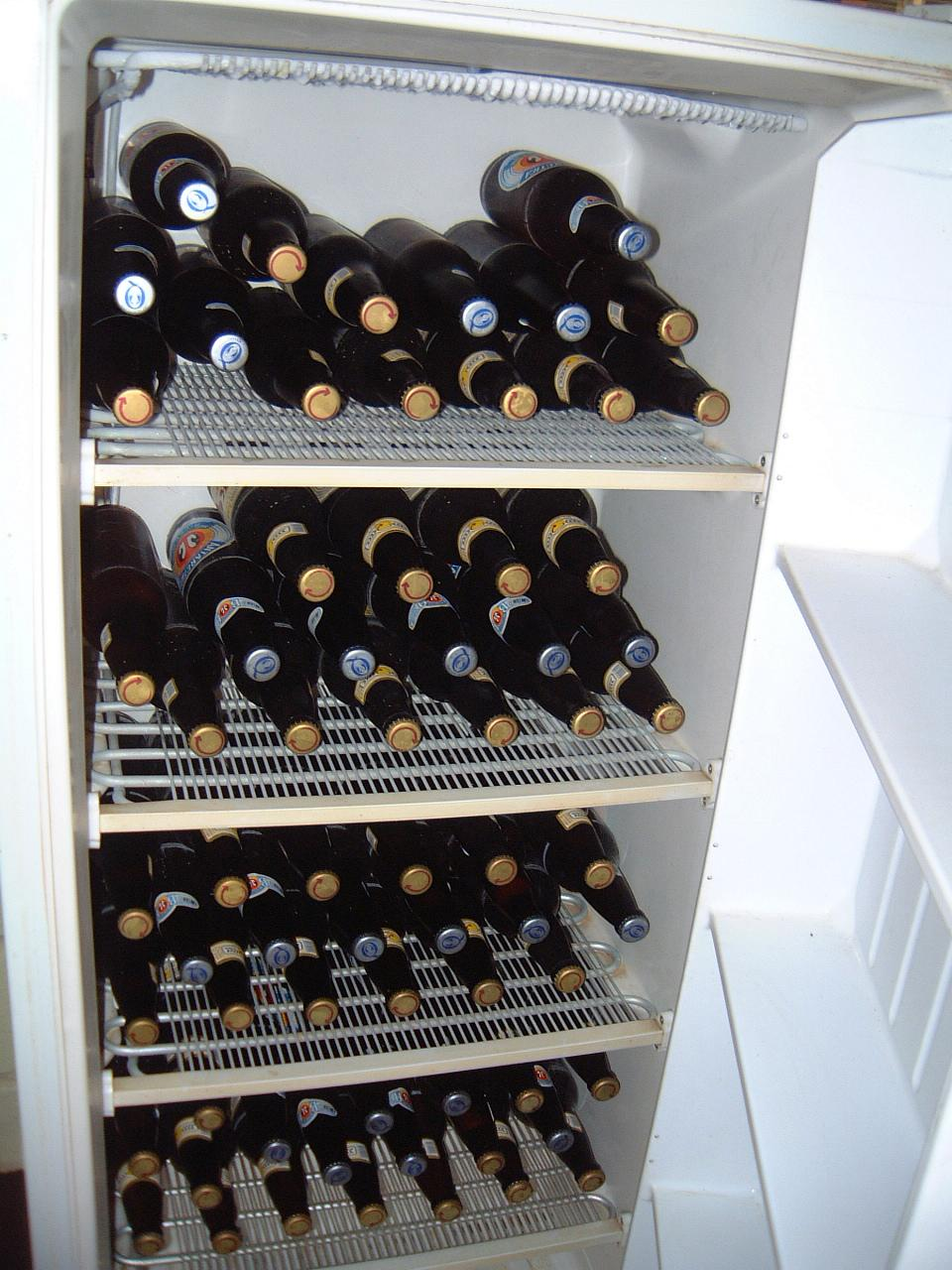
Frigorífic amb la porta oberta, ple d'ampolles de cervesa.

Els refrigeradors domèstics poden tenir un sol compartiment, que pot ser de refrigeració (uns 4 °C) o de congelació (a -18 °C o menys), o bé els dos. Els frigorífics amb dos compartiments van ser comercialitzats per primera vegada per General Electric en 1939.
A Europa els refrigeradors es classifiquen en quatre tipus, que s'indiquen amb estels:
- *** *  −30 °C (congelador; congelació)
- *** −20 °C (congelador; conservació)
- ** 0 °C (frigorífic; carns)
- * 4 °C (frigorífic)

La capacitat del refrigerador s'acostuma a mesurar en litres.
Les possibilitats dels refrigeradors més recents s'han ampliat notablement; poden tenir:
- Una pantalla de cristall líquid que suggereix què tipus de menjar haurien d'emmagatzemar-se a quines temperatures i la data de caducitat dels productes emmagatzemats.
- Indicador de les condicions del filtre que avisa quan arriba el moment de canviar-lo.
- Un advertiment d'apagada, alertant a l'usuari sobre l'ocurrència del mateix, usualment en parpellejar la pantalla que mostra la temperatura. Pot mostrar la temperatura màxima aconseguida durant l'apagada (al no haver-hi refrigeració per falta d'energia elèctrica), juntament amb informació sobre si el menjar congelat es va descongelar o si hi ha possibilitat que com a resultat de la interrupció de la refrigeració pugui albergar bacteris nocius.
- El refrigerador arriba a estar compost pels següents minerals com el ferro, coure, plàstic, acer, alumini entre uns altres.

## Fàbrica de gel

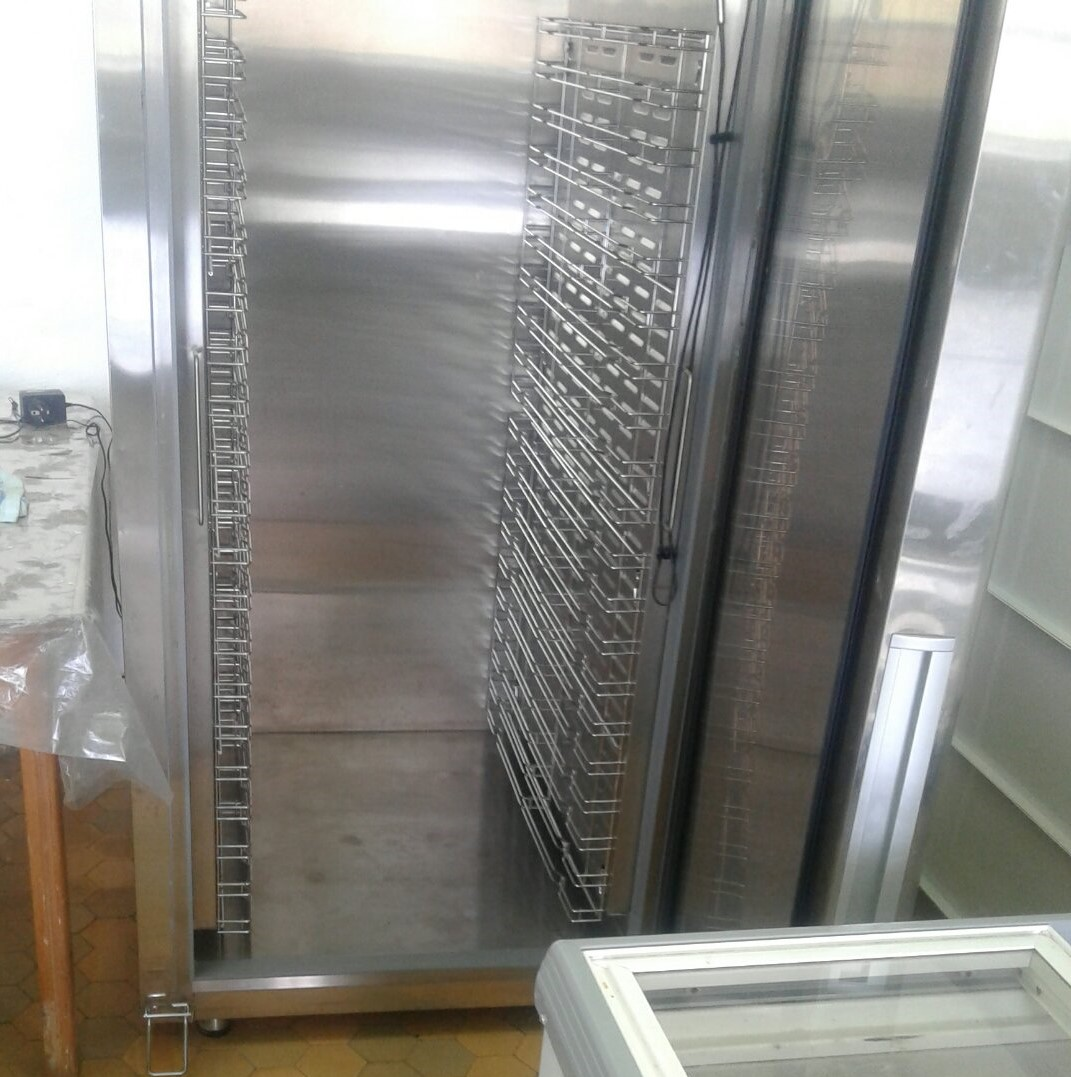
Refrigerador en una botiga rural

La «fàbrica de gel» és un dispositiu oposat sovint dins dels congeladors i és emprat per produir gel automàticament.
Els fabricants comercials de glaçons milloren la qualitat del mateix mitjançant l'ús d'aigua en moviment. Bàsicament la idea és que l'aigua es mou molt ràpidament i a canvi s'aconsegueix un gel de millor qualitat.
Els residus gasosos i sòlids com l'aire i els sòlids no dissolts són eliminats per la neteja automàtica de l'electrodomèstic, fins al punt que en les màquines evaporadores horitzontals l'aigua conté un 98% dels sòlids eliminats, la qual cosa no podria fer-se amb el gel pur, i això sense tenir en compte que a més el gel està més fred.
En les màquines evaporadores verticals el gel és més suau, sobretot si hi ha partícules en les cel·les dels glaçons; no obstant això, aquest tipus de gel està menys fred que el gel que es forma en les màquines evaporadores horitzontals.

## Reciclatge de refrigeradors
El reciclatge dels refrigeradors vells és un tema de preocupació des del punt de vista ecològic: originalment l'atenció es va centrar en el fet que el fluid refrigerant freó (empleat per a la congelació) danyava la capa d'ozó de l'atmosfera en cas de fugida, ja que està compost per clorofluorocarbonis (CFC), que danyen la capa d'ozó quan arriben a l'alta atmosfera. La història de l'ús industrial dels freons s'estén des de 1874 fins a gener de 1987, quan el Protocol de Mont-real va prohibir l'ús dels CFC en refrigeradors.
Els refrigeradors moderns, en lloc de freó empren un refrigerant anomenat HFC-134a 1,2,2,2-tetrafluoroetà, que no descompon l'ozó però que és un gas d'efecte hivernacle regulat pel Protocol de Kyoto.
Quant a la resta dels components, metalls o plàstics, és natural reutitzar-los per fabricar altres aparells.
En alguns països els governs fan campanyes de canvi de frigorífic, com a Mèxic, el Govern federal var crear el programa «Canvia el teu vell per un de nou». Aquest programa consisteix a oferir a les famílies canviar un refrigerador vell per un nou. Els refrigeradors vells són reciclats per recuperar els seus components com el gas refrigerant, coure, vidre, acer, entre d'altres, a més d'estalviar energia, això assolit als sistemes presents en tots els refrigeradors oferts al programa.

## Efecte en l'estil de vida
La nevera permet a les llars mantenir els aliments frescos durant més temps que abans. La millora més notable és per a la carn i altres productes molt peribles, que s'havien de refinar per obtenir qualsevol cosa que s'assembli a la vida útil. (D'altra banda, els frigorífics i congeladors també es poden emmagatzemar amb aliments processats i de cuina ràpida que són menys saludables.) La refrigeració en trànsit permet gaudir dels aliments de llocs llunyans.
Els lactis, les carns, el peix, les aus i les verdures es poden conservar refrigerats al mateix espai de la cuina (tot i que la carn crua s'ha de mantenir separada d'altres aliments per motius d'higiene).
Els congeladors permeten a la gent comprar aliments a granel i menjar-los durant el temps lliure, i les compres a granel estalvien diners. El gelat, un producte popular del segle xx, abans només es podia obtenir viatjant al lloc on es feia el producte i menjant-lo al moment. Ara és un aliment comú. El gel a la carta no només contribueix al gaudi de les begudes fredes, sinó que és útil per als primers auxilis, i per a les compreses fredes que es poden mantenir congelades per fer pícnic o en cas d'emergència.